# روابط عراق و روسیه
روابط عراق و روسیه ، روابط دوجانبه بین عراق و روسیه و قبل از استقلال روسیه بین عراق و اتحاد جماهیر شوروی است .

## تاریخچه
روابط بین روس ها و مردم عراق مدت ها پیش از تشکیل دولت های نوین عراق و روسیه است. در قرون وسطی ، بازرگانان و کاشفان با استفاده از مسیر تجارت ولگا و دریای خزر ، بین دو کشور ارتباط داشتند . به گفته ابن خردادبه ، در قرن نهم میلادی می توان با بازرگانان روس در بازارهای بغداد روبرو شد ، که آنها سگ آبی و شمشیر با خودشان می آوردند.  
در دوره نوین ، روابط اتحاد جماهیر شوروی و عراق و بعداً روسیه - عراق به طور کلی بخشی از روابط آنها با کشورهای جهان سوم و جنبش های آزادیبخش ملی آنها به ویژه ملی‌گرایی عربی بوده است که به دلایل تاریخی و ژئواستراتژیکی به ویژه بوده است. برای مسکو مهم است با این حال ، در همان زمان ، به ویژه بین سالهای ۱۹۹۰ و ۱۹۵۸، روابط اتحاد جماهیر شوروی و عراق با برخی از ویژگی های خاص مشخص شد .
- نخست از همه ، عراق نزدیکترین ملت عرب به مرزهای اتحاد جماهیر شوروی بود و به دلیل همین نزدیکی ، تهدید گسترش اتحاد جماهیر شوروی ، می توانست واقع بینانه تر و محتمل تر از رهبران آن باشد ، در مقایسه با رهبران کشورهای عربی دیگر
- اگر چه از دیگر کشورهای از مشرق عربی ، عراق حاوی قابل توجهی (نزدیک به بیست و پنج درصد) قومی غیر عرب کرد است ، مردم کرد در ترکیه ، ایران و روسیه زندگی می کنند.
- حزب کمونیست عراق که به طور رسمی در سال ۱۹۳۴ تأسیس شد یکی از مؤثرترین و تأثیرگذارترین سازمان های مارکسیستی منطقه است. اگرچه هرگز به خودی خود به اندازه کافی قدرتمند نبود ، اما با این وجود نمایانگر یک نیروی سیاسی بی معنی و ناچیز در این کشور بود و مسکو پس از سال ۱۹۵۸ از آن حمایت می کرد.
- سرانجام ، پتانسیل اقتصادی و ثروت نسبی عراق ، به ویژه پس از جنگ یوم کیپور و افزایش متعاقباً و قابل توجه قیمت نفت ، این کشور را به یک شریک و مشتری برای مسکو تبدیل کرد. جنبه های اقتصادی ، که در گذشته هرگز وجود نداشته است ، از زمان فروپاشی اتحاد جماهیر شوروی و ظهور روسیه به عنوان یک کشور جدا و طرفدار سرمایه داری ، اهمیت دیگری به دست آورده اند.
- طی دو سال ، تجارت روسیه و عراق با ۵۲ درصد افزایش از ۹۰۰ میلیون دلار به ۱.۴ میلیارد دلار در سپتامبر ۲۰۱۸ رسید. [۳]

روسیه پس از اتحاد جماهیر شوروی ، اگرچه ایدئولوژی مارکسیستی و پشتیبانی ایدئولوژیک احزاب کمونیست و جنبش های آزادیبخش ملی مردمان جهان سوم را رد کرده است ، اما با این وجود هنوز هم علاقه‌مند به همکاری با عراق است و از سال ۱۹۹۴ از بغداد حمایت سیاسی علیه ایالات متحده ، از جمله اعمالتحریم بین‌المللی.

### روابط عراق و اتحاد جماهیر شوروی
اتحاد جماهیر شوروی در ۹ سپتامبر ۱۹۴۴ به طور رسمی روابط دیپلماسی با پادشاهی عراق برقرار کرد .  رژیم شاه فیصل دوم ضد کمونیستی بود و به دلیل وابستگی به انگلستان و پیمان آنگلو-اتحاد جماهیر شوروی ۱۹۴۲ ، پیوندهایی با مسکو برقرار کرد. در ژوئیه سال ۱۹۵۵، دولت اتحاد جماهیر شوروی از تصمیم دولت عراق برای پیوستن به پیمان بغداد انتقاد کرد ، که منجر به قطع روابط دیپلماتیک عراق با سرمایه دارهای عراق شد. پس از سرنگونی فیصل دوم در کودتای نظامی در ۱۴ ژوئیه ۱۹۵۸ ، جمهوری تازه اعلام شده عراق به رهبری فرمانده عبدالکریم قاسم روابط خود را با اتحاد جماهیر شوروی در مارس ۱۹۵۹ دوباره برقرار کرد و اتحاد جماهیر شوروی شروع به فروش اسلحه به بغداد کرد .  اتحاد جماهیر شوروی سخت افزارهای نظامی قابل توجهی را در اختیار عراق قرار داد ، مانند هواپیماهای نظامی (از جمله هواپیماهای جنگنده میگ ) ، تانک ها ، و سیستم موشکی زمین به هوا )
رژیم بعث "به اتحاد جماهیر شوروی نزدیکتر شد و روابط آنها از ۱۹۷۳ تا ۱۹۶۹ به اوج خود رسید."  "پیمان دوستی و همکاری" پانزده ساله عراق و شوروی در آوریل ۱۹۷۲ به امضا رسید.  اتحاد جماهیر شوروی در توسعه میدان نفتی رمیله به عراقی ها کمک کرد و آلکسی کاسیگین نخست وزیر اتحاد جماهیر شوروی در مراسم برش نوار شرکت کرد.  عراقی ها از سلاح های شوروی برای شکست دادن قیام کردها به رهبری مصطفی بارزانی نیز استفاده می کردند .  پلیس مخفی عراق آموزش را از مأمورین آلمانی اتحاد جماهیر شوروی و شرق فرا گرفت.  روابط بین دو کشور "در اواسط دهه ۱۹۷۰ تضعیف شد زیرا بغداد سعی داشت روابط خود را با همسایگان خلیج فارس خود بهبود بخشد و به فناوری غربی دسترسی پیدا کند."  فدراسیون روسیه در مورد حمله احتمالی ایالات متحده تا همین اواخر اطلاعاتی در اختیار عراق قرار داد. 
حدود چهل سال تا پرسترویکای گورباچف در اواخر دهه ۱۹۸۰، همکاری اتحاد جماهیر شوروی و عراق هر دو نزدیک و چند وجهی بود و برای بیشتر دوره حتی رسماً آن را "مشارکت استراتژیک" نامید. در سال ۱۹۶۷، عراق با اتحاد جماهیر شوروی توافق نامه ای را برای تأمین نفت به این کشور در ازای دسترسی گسترده به تسلیحات بلوک شرقی امضا کرد.  در سال ۱۹۷۲ ، مصر به پرسنل ارتش شوروی در این کشور دستور داد که خارج شوند و عراق به زودی به یکی از نزدیکترین متحدین اتحاد جماهیر شوروی در خاورمیانه تبدیل شد.  در این مدت ، اتحاد جماهیر شوروی و اتحادیه اروپا پیمان دوستی و همکاری را امضا کرده بودند که در آن هر دو کشور تعهد می دادند که در معرض تهدید به یکدیگر کمک کنند و از ورود به اتحاد خصمانه علیه یکدیگر جلوگیری کنند
با این حال ، این بدان معنا نیست که در تمام این مدت روابط متقابل آنها همیشه به همان اندازه دوستانه و بدون اختلافات جدی سیاسی بوده است. آندره کرتز ، دانشمند کانادایی ، به دلیل حمایت از جنبش های آزادسازی ملی ، توضیح داد که شماری از کشورهای مهم جهان سوم از جمله عراق "دوستی خود را برای بهبود روابط با اتحاد جماهیر شوروی اعلام کردند و با آن درمورد تعدادی از مشکلات بین‌المللی همکاری داشتند". با این وجود ، به هیچ وجه ، رهبران آنها "منافع ملی خود را به خطر نمی‌انداختند یا مأمور شوروی می شدند." علاقه بغداد به همکاری با مسکو "بر اساس نیاز به یک حامی قدرتمند در تلاش هایش برای ریختن تمام بقایای استعمار غربی و تأسیس عراق به عنوان یک عضو مستقل در نظم جهانی کشورهای عضو بود." اما در همان زمان ، عراق در برابر هر چیزی مقاومت می کند که می تواند به عنوان یک نفوذ به امور داخلی کشور یا به عنوان نقض حاکمیت عراق بر سیاست های بین‌المللی خود تلقی شود.
از دهه ۱۹۷۰به منظور حفظ سیاست خارجی مستقل ، دولت عراق شروع به متنوع سازی روابط خود با تأمین کنندگان تسلیحات نظامی کرد. عراق با خرید اسلحه از فرانسه ، چین ، برزیل ، آفریقای جنوبی و ایالات متحده سعی در تأمین نیازهای نظامی خود در عین جلوگیری از اعتماد به نفس بیش از حد به اتحاد جماهیر شوروی داشت. با این وجود ، دولت اتحاد جماهیر شوروی همچنان تأمین کننده اصلی تسلیحات ارتش عراق بود. 

### اشغال کویت توسط عراق
اتحاد جماهیر شوروی نسبت به اشغال کویت به فرمان صدام حسین در ۲ اوت ۱۹۹۰انتقاد کرد ، و از قطعنامه سازمان ملل که مجاز به استفاده از نیروی نظامی بود ، در صورت لزوم ، برای اجرای تحریم تسلیحاتی علیه عراق حمایت کرد. اما پشتیبانی نظامی اتحاد جماهیر شوروی از صدام حسین همچنین انتقادهای اساسی را از سوی ایالات متحده و سایر کشورهای غربی به وجود آورد. در واشنگتن ، کارشناسان سیاست خارجی بنیاد هریتج و مایکل جانسز در تاریخ ۳۰ اوت ۱۹۹۰ نوشتند: "گرچه ضمن محکوم کردن حمله عراق ، گورباچف همچنان به کمک نظامی از صدام دست نکشید . با پذیرش خود مسکو ، در یک نشست مطبوعاتی روز ۲۲ اوت با سرهنگ والنتین اوگورتسف ، ارتش سرخ ، ۱۹۳ مشاور نظامی اتحاد جماهیر شوروی هنوز مشغول آموزش و کمک به نیروهای مسلح یک میلیون نفری عراق هستند. منابع پنتاگون به طور خصوصی می گویند که بین ۳۰۰۰ تا ۴۰۰۰ مشاور نظامی شوروی ممکن است در عراق باشند. " 

## یادداشت
- کاظم سجادپور: "اظهارات خنثی ، عمل متعهد: اتحاد جماهیر شوروی و جنگ" در فرهنگ رجایی (چاپ. چشم اندازهای ایرانی در مورد جنگ ایران و عراق (انتشارات دانشگاه فلوریدا ، ۱۹۹۷).